# Zotovia
Zotovia és un gènere de plantes de la família de les herbes, originària de Nova Zelanda (incloses les illes Antípodes).
El gènere rep el nom de Victor Zotov (1908–1977), un botànic nascut a Vladivostok que va emigrar a Nova Zelanda el 1924.
Espècies; Zotovia acicularis Edgar & Connor - Illa Sud, Zotovia colensoi (Hook.f.) Edgar & Connor - Illa Nord + Sud, Zotovia thomsonii (Petrie) Edgar & Connor - Illa del Sud, Illes Antípodes.